# Elezioni legislative in Portogallo del 1942
Le elezioni legislative in Portogallo del 1942 si tennero il 1º novembre per il rinnovo dell'Assemblea Nazionale. Poiché il Portogallo era al tempo uno stato monopartitico, soltanto l'Unione Nazionale poté presentare i candidati, senza che ci fossero partiti d'opposizione legalizzati.

## Legge elettorale
L'Assemblea Nazionale era composta al tempo di 100 deputati che dovevano essere ripartiti tra le varie aree del Portogallo continentale. Potevano votare tutti gli uomini che avessero compiuto 21 anni d'età purché fossero alfabetizzati oppure pagassero almeno 100 escudi in tasse e tutte le donne, sempre con un'età minima di 21 anni, purché avessero completato il ciclo di istruzione secondaria. L'11% dei portoghesi deteneva perciò il diritto a votare.

## Risultati
|                     |                     |         |      |           |  |
| Partito             | Partito             | Voti    | %    | Seggi     |  |
|                     | Unione Nazionale    | 758 215 | 100  | 100 / 100 |  |
|                     |                     |         |      |           |  |
| Non validi/Bianchi  | Non validi/Bianchi  |         | –    | –         |  |
| Totale              | Totale              | 758 215 | 100  | 100       |  |
| Con diritto di voto | Con diritto di voto | 870 922 | –    | –         |  |
| Affluenza           | Affluenza           | –       | 87,1 | –         |  |